# 成都市实验外国语学校
成都市實驗外國語學校（Chengdu Experimental Foreign Languages School），位於中國四川省成都市，是成都市教育局直属的一所外语特色民办学校，也是四川省创办最早的外国语学校的其中一間。

## 学校位置
目前學校有四個校區。
1. 本部：成都市温江区花都大道东段 489 号。
2. 一环路校区：四川省成都市金牛区一环路北一段 134 号。（金牛实外）
3. 渠县校区:四川省达州市渠县渠江镇环城路（渠县实外）
4. 五龙山校区： 四川省成都市新都区龙山路99号 （实外五龙山）

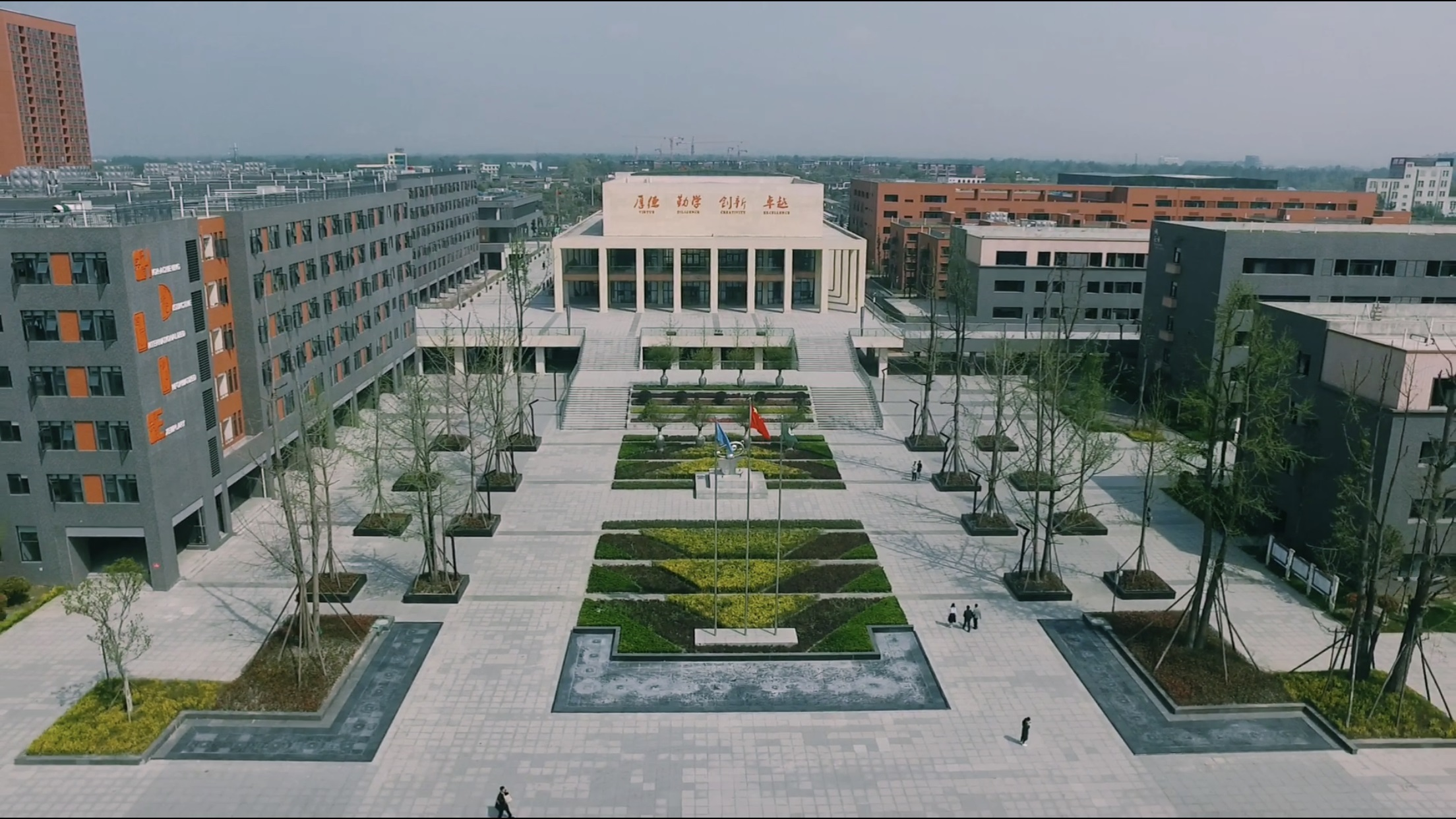
本部（温江校区）

另有已经弃用的百草路校区，现在已经归成都外国语学校使用。

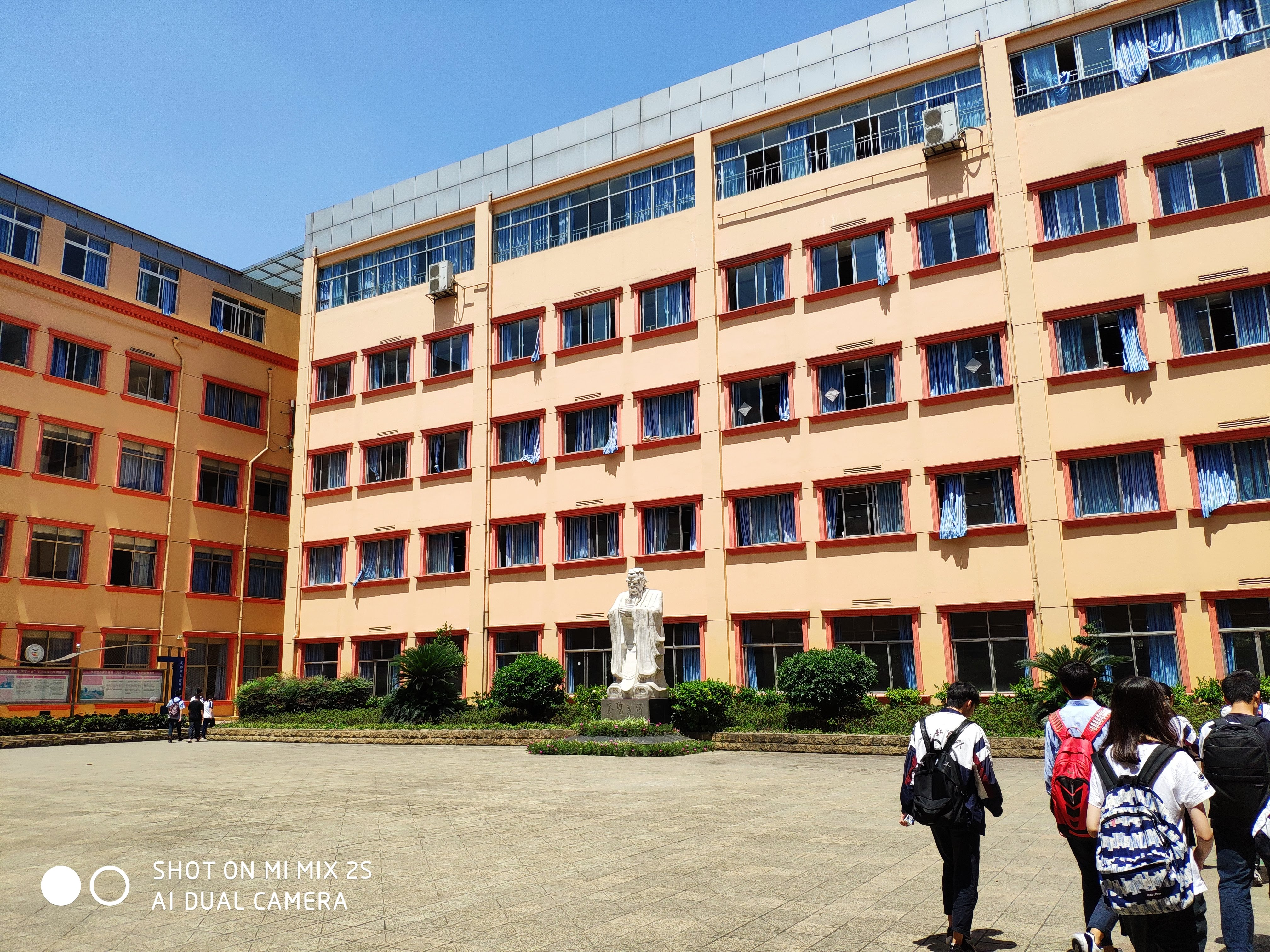
一环路校区

### 校址搬迁历史
- 2013 年春季学期以前，除初二年级位于温江校区外，其余年级均在一环路校区。
- 从 2013 年春季学期开始，全部年级搬迁至百草路校区（即四川外语学院成都学院与实外西区原址）。
- 从 2016 年春季学期开始，高中年级（高 2013 级 - 高 2015 级）搬迁至一环路校区。2016 年入学的高 2016 级也在这个校区就读，他们是最后一个在一环路校区就读的年级。
- 从 2018 年春季学期开始，位于温江花都大道的新校区投入使用，全部初中年级（初 2017 级、初 2016 级、初 2015 级）和高一年级（高 2017 级）由百草路校区搬迁至温江新校区，至此百草路校区归成都外国语学校所有。